# Carlo Cedroni
Carlo Cedroni, noto anche con lo pseudonimo di Pete West (Velletri, 23 febbraio 1925 – Ciampino, 24 ottobre 2008), è stato un fumettista italiano.

## Biografia
Carlo Cedroni è nato a Velletri (a pochi chilometri da Roma) il 23 febbraio 1925 . Fumettista autodidatta esordi nel 1953 disegnando, in collaborazione con Annibale Casabianca, le tavole di due fumetti famosi come Colorado Kid e Freccia Rossa per il gruppo editoriale Erre-Ci di Roma. Un'altra sua serie importante fu Mocassino Nero (sceneggiatura di Kappa) pubblicata in Italia tra il 1954 e il 1956 nella collana del Puma e tradotta in francese e pubblicata in Francia con il nome Mocassin Noir dalle Éditions des Remparts. Carlo Cedroni collaboro con i periodici italiani: Romoletto (1955), Albi dell’Impavido (1958) e Il Pioniere (1956 - 1958).
Carlo Cedroni illustrò per l’ Éditions Aventures et Voyages di Parigi, tra il 1956 e 1964, le serie Bayard, Nick Barrier” (Nic Reporter) e Rouletabille. Tra il 1964 e 1968 per l’editore italiano Fratelli Spada disegnò varie storie e copertine per le storie di Mandrake e l'Uomo mascherato.
Fondò insieme ad altri illustratori italiani lo Studio Barbato che lavorava per il mercato francese con la casa editrice Lug di Lione.
Nello studio Barbato collaboravano diversi artisti come Luciano Bernasconi. Manuel Barbato, Alfio Consoli, Annibale Casabianca e lo stesso Carlo Cedroni
Nella sua carriera di fumettista si ricordano sue tavole illustrate come Il grande Blek, Colorado Kid, Trapper John, Mocassino Nero, Hondo, Nick Reporter, Drago, Lone Bardo, Bayard ma anche racconti storici (La vera storia del Far West) e di fantascienza (Congiura contro la terra, I naufraghi dell'Universo, Rivolta di Honos).
Negli ultimi anni della sua vita Carlo Cedroni si dedico alla pittura.
Muore il 24 ottobre 2008 a Ciampino.

## Opere
- Grande blek n.113 - L'oro di Thuanpetec/Pirati delle nuvole[15]
- Capitaine Drago (Edizione Francese)[16]
- Il daino conteso. La Gazzetta dello Sport, 2022. Carlo Cedroni, Collezione il grande Beck[17]
- Il ribelle. La Gazzetta dello Sport, 2022. Carlo Cedroni, Collezione il grande Beck[18]
- L'equivoco. La Gazzetta dello Sport, 2023. Carlo Cedroni, Collezione il grande Beck[19]
- Il terrore nero. La Gazzetta dello Sport, 2021. Carlo Cedroni, Collezione il grande Beck[19]

### Collaborazioni
- I naufraghi dell'Universo. Pioniere 1956 dal n. 40 al n. 52[20]
- La vera storia del Far West. Pioniere 1956 dal n. 40 al n. 52 e 1957 n. 1[20][21]
- Negli abissi di Venere. Pioniere 1956 n. 52 e 1957 dal n.1 al n. 20[20][21]
- Congiura contro la terra. Pioniere 1957 dal n. 21 al n. 49[21]
- Rivolta di Honos. Pioniere 1958 dal n.1 al n. 30[22]
- Dagli Appennini alle Ande. Pioniere 1958 n.1 da pag.1 a pag. 16[22]